# Bosta (Ungheria)
Bosta è un comune dell'Ungheria di 142 abitanti (dati 2008) situato nella contea di Baranya, nella regione Transdanubio Meridionale.